# Halina Słonicka
Halina Słonicka (ur. 29 marca 1931 w Czernianach na Polesiu, zm. 9 lipca 2000 w Warszawie) – jedna z najwybitniejszych polskich śpiewaczek operowych (sopran), wybitny pedagog wokalistyki.
W latach 1957–1990 solistka Teatru Wielkiego – Opery Narodowej w Warszawie. Miała w repertuarze 30 partii operowych. Obok opery ważną dziedziną jej sztuki były pieśni oraz oratoria i kantaty.
Na scenie występowała z polskimi artystami: Andrzejem Hiolskim, Kazimierzem Pustelakiem, Bernardem Ładyszem, Bogdanem Paprockim, Wiesławem Ochmanem, Krystyną Szczepańską i Hanną Rumowską. Współpracowała z dyrygentami, m.in. Kurtem Masurem, Stanisławem Wisłockim, Witoldem Rowickim, Janem Krenzem, Bohdanem Wodiczką, Jerzym Semkowem, Jerzym Katlewiczem, Walerianem Bierdiajewem i Pawłem Kleckim.

## Początki kariery
Była absolwentką Technikum Budowlanego w Białymstoku, po którym dostała się na Wydział Architektury Politechniki Warszawskiej. Dyrygent szkolnego chóru namówił ją do wzięcia udziału w konkursie Szukamy Młodych Talentów w Białymstoku, który wygrała. W nagrodę uzyskała stypendium Ministerstwa Kultury i miejsce w warszawskiej średniej szkole muzycznej, dla której zrezygnowała ze studiów na Wydziale Architektury. Będąc uczennicą prof. Magdaleny Halferowej, pięcioletni program szkoły muzycznej zrealizowała w ciągu trzech lat. Dyplom uzyskała w 1955 roku, będąc w międzyczasie solistką Zespołu Pieśni i Tańca Wojska Polskiego, z którym odbyła pierwsze zagraniczne tournée (ZSRR, Chiny i Korea Północna). W latach 1955–1960 kontynuowała studia wokalne w warszawskiej Akademii Muzycznej (również w klasie prof. M. Halferowej), uzyskując dyplom z wyróżnieniem. Jeszcze podczas studiów, w roku 1957, otrzymała etat w Teatrze Wielkim i została jego solistką.

## Działalność pedagogiczna
W 1980 roku rozpoczęła pracę pedagogiczną. Początkowo wykładała na Wydziale Wychowania Muzycznego Filii Warszawskiej Akademii Muzycznej w Białymstoku, a od roku 1983 w warszawskiej Akademii Muzycznej. W roku 1994 otrzymała tytuł profesora.
Do jej uczniów należeli m.in.: Małgorzata Walewska, Dorota Radomska, Beata Morawska, Gabriela Silva, Jolanta Janucik, Katarzyna Trylnik, Dorota Całek, Monika Ledzion-Porczyńska, Kira Boreczko, Marlena Borowska, Jacek Laszczkowski i inni.

## Życie prywatne
W roku 1961 wyszła za mąż za pianistę Jerzego Marchwińskiego (późniejszego męża Ewy Podleś); ich córka Anna Marchwińska jest także pianistką.

## Upamiętnienie
Została sportretowana jako moniuszkowska Hrabina na znaczku wydanym przez Pocztę Polską z okazji inauguracji działalności Teatru Wielkiego po odbudowie.
Była wielką orędowniczką ustanowionej w roku 2000 Nagrody im. Andrzeja Hiolskiego za najlepszą rolę operową sezonu, przyznawanej przez Ogólnopolski Klub Miłośników Opery Trubadur wraz z Fundacją Opera. Obecnie, oprócz nagrody głównej, przyznawane jest również Wyróżnienie Pamięci Haliny Słonickiej.
Spoczęła na cmentarzu w Białymstoku, a inskrypcję na pomniku: Wielka artystka, wybitny pedagog, szlachetny człowiek zaproponowali jej uczniowie. Z inicjatywy Marleny Borowskiej (uczennicy i studentki Profesor H. Słonickiej), dyrektor pięciu edycji Festiwali Sztuki Wokalnej im. prof. H. Słonickiej od roku 2008, odbywał się realizowany w cyklu biennale w latach 2008, 2010, 2012, 2014, 2016 w Suwałkach Ogólnopolski Festiwal Sztuki Wokalnej im. prof. Haliny Słonickiej, któremu towarzyszył Ogólnopolski Konkurs Wokalny Jej imienia. Od 2018 r. odbyły się trzy edycje Międzynarodowego Konkursu Sztuki Wokalnej dla Uczniów, Studentów i Absolwentów imienia Profesor Haliny Słonickiej w Suwałkach, zorganizowanych ramach Międzynarodowych Festiwali ARS MUSICA w Suwałkach (również z inicjatywy dyrektor festiwalu Marleny Borowskiej). W 24-26.08.2018 powołała  i zorganizowała I Międzynarodowy Konkurs Sztuki Wokalnej im. Prof. Haliny Słonickiej dla Uczniów, Studentów i Absolwentów w Suwałkach, II edycja konkursu odbyła się  w Suwałkach w dniach 19-22.08.2021, natomiast III edycja konkursu odbyła się w dniach 8-10.05.2025 w Suwałkach. We wszystkich 3. edycjach Marlena Borowska sprawowała obowiązki Dyrektora Konkursu.

## Odznaczenia i nagrody
Odznaczona Krzyżem Kawalerskim Orderu Odrodzenia Polski, Medalem za Zasługi dla Warszawy, Medalami 140- i 150-lecia Teatru Wielkiego w Warszawie, nagrodami Ministra Kultury i Sztuki, uczelnianymi i odznaką Zasłużony Działacz Kultury.

## Nagrody na konkursach wokalnych
- 1956: IV Nagroda, Vercelli (Włochy)
- 1957: II Nagroda, Moskwa (ZSRR)
- 1958: II Nagroda, ’s-Hertogenbosch (Holandia)
- 1959: II Nagroda, Tuluza (Francja)
- 1960: II Nagroda, Genewa (Szwajcaria)
- 1963: III Nagroda, Rio de Janeiro (Brazylia)

## Ważniejsze role operowe
- Halka jako Zofia,
- Carmen jako Frasquita i Micaela,
- Straszny dwór jako Hanna,
- Traviata jako Violetta,
- Hrabina jako Ewa,
- Trubadur jako Leonora,
- Don Giovanni jako Zerlina i Donna Anna,
- Opowieści Hoffmanna jako Giulietta i Antonia,
- Rigoletto jako Gilda,
- Rozkwit i upadek miasta Mahagonny jako Jenny,
- Cyganeria jako Mimi,
- Don Carlos jako Elżbieta,
- Król Roger jako Roksana,
- Faust jako Małgorzata,
- Otello jako Desdemona,
- Falstaff jako Alicja Ford,
- Koronacja Poppei jako Poppea

## Nagrania
- 1959–1960 – Sztuka wokalna Haliny Słonickiej (nagranie radiowe), Stebo S647 (kaseta magnetofonowa);
- 1960 – Moniuszko, Hrabina – montaż muzyczny (partia Hrabiny), Polskie Nagrania XL0226, Ze świata operetki nr 5 (Halina Słonicka, Bogdan Paprocki), Polskie Nagrania L 0331;
- 1960 – Abraham, Wiktoria i Jej huzar – przekrój (partia Wiktorii), Polskie Nagrania XL 0317;
- 1962 – Moniuszko, Flis (partia Zosi), Polskie Nagrania XL0145;
- 1992 – Moniuszko, Straszny dwór (H. Słonicka, K. Szczepańska, B. Brun-Barańska, B. Lawcewicz, Z. Nikodem, A. Hiolski, B. Paprocki, E. Kossowski), Polskie Nagrania;
- 1996 – Moniuszko, Dzieła religijne, Polmusic;
- 1996 – Moniuszko, Gala, Polskie Nagrania;
- 2004 – Halina Słonicka, Royal Collection/Królewska Kolekcja, Polskie Nagrania;
- Teatr Wielki w Warszawie (pieśń Roksany), Polskie Nagrania SXLO682.

## Filmografia
- W roku 1984 zagrała rolę śpiewaczki w filmie Krzysztofa Zanussiego Rok spokojnego słońca.